# Ладыженские
Лады́женские (Лодыженские) —  древний русский дворянский род.
При подаче документов (декабря 1685) для внесения рода в Бархатную книгу, была предоставлена родословная роспись Лодыженских.
Род внесён в VI, II и III части родословных книг Калужской, Саратовской, Тамбовской, Тверской, Нижегородской, Тульской, Ярославской, Костромской, Псковской, Рязанской и Астраханской губерний.
Однородцами являются дворянские рода Шепелевы, Нестеровы, Новосильцевы, Богдановы, Захарьины, Глебовы, Яковлевы, Ададуровы,

## Происхождение и история рода
Происходит от легендарного шведского выходца Облагини, который выехал вместе с сыном Марко (1375), к великому князю Дмитрию Донскому. У него был правнук Еропкан Афанасьевич Лодыженский (VI колено), родоначальник Лодыженских, упомянут в разрядных книгах с середины XVI века.
Иван Михайлович полковой судья в Казанском походе (1544). Михаил Васильевич завоеводчик в Казанском походе (1544), в Полоцком походе (1551). Василий Дмитриевич Замятня воевода в Шведском походе (1549). Михаил Иванович завоеводчик (1549), воевода сторожевого полка в Шведском походе (1551). Василий Иванович воевода ертаульного полка в Казанском походе (1551). Иван Иванович  завоеводчик в Полоцком походе (1551). Иван Семёнович убит при взятии Казани (02 октября 1552), им его занесено в синодик московского Успенского собора на вечное поминовение. Левкий (Лёвка) Иванович голова у ночных сторожей в Лифляндском походе (1577). Иван Давыдович  2-й воевода в Крапивне (1589), казачий голова, участник приступа к Иван-городу (1590), послан с другими воеводами строить г. Донец (1597), посланник в Крым (1598), объезжий голова в Москве (1601), воевода в Валуйках (1604), Ельце (1608).

## КнязьяРомодановские-Лодыженские
В 1798 году указом императора Павла I генералу от инфантерии Николаю Ивановичу Ладыженскому передан титул и фамилия его деда по матери князя Андрея Михайловича Ромодановского. От него происходит княжеский род Ромодановских-Ладыженских, угасший в 1871 году.
Соединённый герб князей Ромодановских-Ладыженских внесён в Часть 4 Общего гербовника дворянских родов Всероссийской империи, стр. 5.

## Известные представители
- Лодыженские: Леонтий и Алексей Сысуевичи — тарусские сыны боярские, пожалованы поместьями в Московском уезде (1550).
- Старец Вассиан Ладыженский — строитель Серпуховского Владычного монастыря, участвовал в избрании на престол Бориса Годунова (1598).
- Леонтий Давыдович Ладыженский — воевода против черемис (1592), послан в Крымское ханство с извещением об этом избрании Бориса Годунова (1598).
- Лодыженский Василий Семёнович — помещик Каширского уезда (1571), воевода в Новосиле (1573—1579), осадный голова в Ливнах (1598).
- Лодыженский Лавр Борисович — поручитель по боярину Салтыкову (1565), осадный голова в Брянске (1598), его жена Мария сидела за государевым столом в числе дружек на свадьбе Ивана IV Васильевича Грозного с Марией Фёдоровной Нагой.
- Лодыженский Артемий Иванович — убит в Московское осадное сидение (1610).
- Абросим Иванович Ладыженский — подписал грамоту об избрании царя Михаила Фёдоровича Романова воевода в Белгороде (1624—1626), Устюге-Великом (1628—1630).
- Лодыженский Семён Романович — воевода в Мценске (1613—1614), Орле (1614), Ельце в сторожевом и передовом полках (1616—1617).
- Лодыженский Фёдор Сурикович — воевода в Алексине (1614).
- Лодыженский Михаил Иванович — жилец, послан в Тулу собирать дворян и детей боярских (1617), отличился в Московское осадное сидение, за что пожалован вотчиной (1618), воевода в Валуйках (1620), пристав при сосланном князе Голицыне.
- Лодыженский Савин Сурикович — воевода в Алексине (1620—1625).
- Лодыженский Яков Лаврентьевич — дворянин при датском королевиче (1620).
- Лодыженский Василий Никитич — воевода в Венёве (1625), белёвский городовой дворянин (1627—1629).
- Лодыженский Дементий Васильевич Замятин — воевода на Онеге и Мезени (1623—1624), Кевроле (1624), был при встрече персидского посла (1625), воевода в Сольвычегорске (1625—1626), московский дворянин (1627—1640), воевода в Кадоме (1625—1628), Темникове (1632), Данкове (1634), объезжий голова в Москве (1638), был при встрече персидского посла (1639), воевода у Сельковских ворот Тульской засеки (1640), ездил за царицей (1651), за московское осадное сидение пожалован из поместья в вотчину (1618).
- Лодыженский Иван Семёнович — отличился в Московском осадном сидении (1618), воевода в Сольвычегорске (1625—1627), московский дворянин (1627—1640).
- Лодыженский Леонтий Леонтьевич — московский дворянин (1610—1627), воевода в Серпухове (1622—1623), Перми (1625), Черни (1626).
- Лодыженские: Дементий и Богдан Васильевичи, Александр Семёнович — Воротынские городовые дворяне (1627—1629).
- Лодыженский Василий Безсонов — тарусский городовой дворянин (1627—1629).
- Лодыженские: Фома Фёдорович, Фёдор Михайлович, Сидор Савинович, Моисей Васильевич, Михаил Семёнович, Яков и Афанасий Григорьевичи — стольники патриарха Филарета (1627—1629), московские дворяне (1636—1658).
- Лодыженские: Осип Фёдорович и Елистрат Леонтьевич — патриаршие стольники (1627—1629).
- Лодыженский Иван Савинович — патриарший стольник (1627—1629), московский дворянин (1636—1640).
- Лодыженский Ларион Семёнович — воевода в Брянске (1598), патриарший стольник (1627—1629), московский дворянин (1636—1668).
- Лодыженский Иван Яковлевич — стольник (1627—1629), воевода в Болхове (1630).
- Лодыженский Максим Алексеевич (Саввинович) — патриарший стольник (1627—1629), воевода в Лебедяни (1633 и1637), Чугуеве (1638),Новосиле (1647—1648), московский дворянин (1636—1640), состоял при послах в Малороссию для приведения запорожцев к присяге (1653), ездил за государем и царицей (1650), посланник в Крым (1652).
- Лодыженские: Яков Андреевич, Савин Сурикович, Муралей Фёдорович — московские дворяне (1627—1640).
- Лодыженский Дмитрий (Дементий) Ларионович — воевода в Мещовске (1641).
- Лодыженский Михаил Семёнович — помещик Перемышльского уезда (1627—1629), служил у государева стола (1634—1635), стольник (1636—1658), рында при приёме разных послов (1641—1643), воевода в Берёзове (1646—1648), ездил за государём (1650—1651), воевода в Якутске (1654—1660).
- Лодыженский Фёдор Абросимович — стольник, осадный голова в Ливнах (1647), воевода в Ливнах (1647—1648), голова в Государевом полку в Польском походе (1654 и 1655—1656), послан к засекам против крымцев (1662).
- Лодыженский Фёдор Михайлович — воевода в Курске (1647—1650).
- Лодыженские Ефим Максимович — стряпчий (1649), ездил за государём (1649—1651), стольник (1658), убит запорожскимии казаками (1667), его жена Татищева Анисья Юрьевна, мамка царевны Екатерины Алексеевны, боярыня царевны Софьи Алексеевны.
- Лодыженский Сидор Алексеевич — посланник в Крым (1652).
- Лодыженский Алексей Иванович — воевода в Нарыме (1656).
- Лодыженские: Алексей Иванович, Карп Григорьевич и Гаврила Васильевич — убиты под Конотопом (28 июня 1659).
- Лодыженский Иван — воевода в Старой-Русе (1659—1660).
- Лодыженский Фёдор — воевода в Нижнем-Ломове (1665).
- Лодыженский Василий Дементьевич — московский дворянин (1672—1677).
- Лодыженский Фёдор — думный дворянин (1676).
- Лодыженский Юрий Фёдорович — комнатный стольник и 2-й кравчий царя Иоанна Алексеевича (1676—1692), ездил за ним в Суздаль и Владимир (сентябрь 1683), послан для наук в Европу (1697).
- Лодыженский Конон Иванович — стольник (1678), воевода в Валуйках (1677—1679).
- Лодыженский Пётр Ефимович — стольник (1680), комнатный стольник царя Иоанна V Алексеевича (1686—1692).
- Лодыженский Сергей Иванович — воевода на Белоозере (1681).
- Лодыженский Сергей — воевода в Вологде (1681).
- Лодыженский Леонтий Карпович — стольник, отличился в войну с Крымом и турками (1685), дозорщик в Азовском походе (1696).
- Лодыженский Афанасий Моисеевич — хорунжий 1-й роты стольников в Крымском походе (1686).
- Лодыженские: Михаил и Фёдор Иванович — стольники царицы Прасковьи Фёдоровны (1686).
- Лодыженский Иван Михайлович — помещик Перемышльского уезда (1664), стряпчий (1670), ездил за царём Фёдором Алексеевичем (1676), стольник (1687—1692), отличился в Крымском походе (1687), дозорщик в Азовском походе (1696), дневал и ночевал у гроба Натальи Алексеевны (26 января 1694).
- Лодыженский Иван Алексеевич — стольник царицы Прасковьи Фёдоровны (1686), стольник (1687—1692).
- Лодыженский Борис Сергеевич — стольник (1687—1692), ездил за государем (1676—1699), отличился в Крымском походе, за что пожалованы вотчины (1696), дневал и ночевал у гроба царя Ивана V Алексеевича, воевода в Вологде.
- Лодыженский Тит Иванович — поручик 6-й роты дворян московских в Азовском походе (1696).
- Лодыженский Алексей Иванович Большой — стряпчий (1656—1660), воевода в Нарымске (1656—1658), дворянин московский (1658—1676), стольник (1687—1692), хорунжий 6-й роты дворян московских в Азовском походе (1696), дневал и ночевал у гроба царя Ивана V Алексеевича (05 февраля 1696).
- Лодыженские: Пётр Муравлёв, Никита Афанасьевич, Сергей и Иван Большой Ивановичи — московские дворяне (1658—1692).
- Лодыженские: Иван Петрович, Тимофей и Ефим Максимовичи, Лев и Григорий Карповичи, Василий Алексеевич, Иван, Алексей Ивановичи, Михаил, Дементий и Алексей Алексеевичи — стольники (1687—1692).
- Лодыженский Иван Иванович — стряпчий (1682), стольник (1686—1692), состоял при царевиче Иване Алексеевиче (1688—1696), дневал и ночевал у его гроба (05 февраля 1696).
- Лодыженский Василий Матвеевич — убит под Азовом (24 июня 1696).
- Лодыженский Юрий Гаврилович — тяжело ранен под Азовом (24 июня 1696).
- Лодыженский Фёдор Николаевич — участник Шведского похода (1790)[4][5][6].
- Внебрачным сыном одного из Ладыженских был Сергей Даргомыжский — отец известного композитора.